# Natjecanje po skupinama UEFA Europske lige 2010./11.
Natjecanje po skupinama UEFA Europske lige 2010./11. igrano je od 16. rujna do 16. prosinca 2010. godine. Sastojalo se od 48 momčadi: branitelja naslova, Atlético Madrida, 37 pobjednika razigravanja za Europsku ligu, te 10 poraženih momčadi razigravanja za Ligu prvaka
Momčadi su podijeljene u dvanaest skupina po četiri ekipe. Prve dvije momčadi iz svake skupine prošle su u šesnaestinu finala.

## Ždrijeb
Ždrijeb skupina održan je u Monaku, 27. kolovoza 2010. u 13:00 CEST (UTC+2).
Momčadi su podijeljene u četiri jakosne skupine bazirane na UEFA-inim koefcijentima 2010. godine. Branitelji naslova, Atlético Madrid, automatski su postavljeni u prvu jakosnu skupinu. Momčadi iz istog nogometnog saveza ne mogu biti zajedno u istoj skupini. Ždrijeb je organiziran tako da se podijele momčadi iz istih saveza u skupine A-F i G-L, koje se igraju u različitim terminima. Prva jakosna skupina se sastoji od momčadi ranga 4–39, druga jakosna skupina 40–69, treća 74–127, a četvrta momčadi ranga 130–217.
U prva četiri kola natjecanja po skupinama, kad se utakmice igraju samo četvrtkom, šest skupina igra svoje utakmice u 19:00, dok ostalih šest igra u 21:05, s dva kompleta skupina (A–F, G–L) koji se mjenjaju od kola do kola. U zadnja dva kola, utakmice se igraju i u srijedu i četvrtak, pa se komplet grupa dijeli u četiri (A–C, D–F, G–I, J–L), sa svakim kompletom igranim u različito vrijeme različita dana. Ždrijeb je prema rasporedu odvajao momčadi iz istih saveza. Npr., ako su dvije momčadi iz jednog saveza, ždrijebaju se između dva različita kompleta skupina (A–F, G–L); a ako su četiri ekipe istog saveza, sve se ždrijebaju u četiri različita kompleta skupina (A–C, D–F, G–I, J–L).
| 1. jakosna skupina | 1. jakosna skupina |
| Momčad             | Koef.              |
| ------------------ | ------------------ |
| Atlético Madrid PR | 63.951             |
| Liverpool          | 115.371            |
| Sevilla LP         | 108.951            |
| Porto              | 76.659             |
| Villarreal         | 70.951             |
| CSKA Moskva        | 66.758             |
| PSV Eindhoven      | 66.309             |
| Zenit LP           | 61.258             |
| Juventus           | 59.867             |
| Sporting CP        | 57.659             |
| Stuttgart          | 52.841             |
| AZ                 | 48.309             |

| 2. jakosna skupina  | 2. jakosna skupina |
| Momčad              | Koef.              |
| ------------------- | ------------------ |
| Steaua Bukurešt     | 47.898             |
| Lille               | 46.748             |
| Dinamo Kijev LP     | 42.910             |
| Anderlecht LP       | 42.580             |
| Bayer Leverkusen    | 40.841             |
| Paris Saint-Germain | 39.748             |
| Club Brugge         | 36.580             |
| Palermo             | 35.867             |
| Getafe              | 33.951             |
| Beşiktaş            | 33.890             |
| Manchester City     | 33.371             |
| Sampdoria LP        | 30.867             |

| 3. jakosna skupina   | 3. jakosna skupina |
| Momčad               | Koef.              |
| -------------------- | ------------------ |
| Sparta Prag LP       | 27.395             |
| AEK Atena            | 25.979             |
| Metalist Harkiv      | 25.410             |
| Levski Sofija        | 25.400             |
| Rosenborg LP         | 23.980             |
| Red Bull Salzburg LP | 19.915             |
| CSKA Sofija          | 15.400             |
| Odense               | 14.970             |
| Napoli               | 14.867             |
| Borussia Dortmund    | 14.841             |
| Dinamo Zagreb        | 14.466             |
| BATE                 | 13.308             |

| 4. jakosna skupina  | 4. jakosna skupina |
| Momčad              | Koef.              |
| ------------------- | ------------------ |
| Aris                | 12.979             |
| Rapid Wien          | 11.915             |
| PAOK                | 11.479             |
| Lech Poznań         | 11.008             |
| Karpati Lavov       | 7.910              |
| Young Boys LP       | 7.675              |
| Utrecht             | 7.309              |
| Gent                | 6.580              |
| Lausanne-Sport      | 5.675              |
| Sheriff Tiraspol LP | 5.458              |
| Debrecen            | 5.350              |
| Hajduk Split        | 3.466              |

PR Prvak (prošlogodišnji),  branitelj naslova
LP Ispao iz razigravanja UEFA Lige prvaka

## Skupine

### Skupina A
| Momčad            | Uta. | Pob. | Izj. | Por. | PoG. | PrG. | GR | Bod. |
| ----------------- | ---- | ---- | ---- | ---- | ---- | ---- | -- | ---- |
| Manchester City   | 6    | 3    | 2    | 1    | 11   | 6    | +5 | 11   |
| Lech Poznań       | 6    | 3    | 2    | 1    | 11   | 8    | +3 | 11   |
| Juventus          | 6    | 0    | 6    | 0    | 7    | 7    | 0  | 6    |
| Red Bull Salzburg | 6    | 0    | 2    | 4    | 1    | 9    | −8 | 2    |

| 16. rujna 2010. 19:00 |             |                 |                                                                                   |
| Red Bull Salzburg     | 0 : 2       | Manchester City | Red Bull Arena, Salzburg Broj gledatelja: 25 100 Sudac: Georgios Daloukas (Grčka) |
|                       | (izvještaj) | Silva 8' Jô 63' | Red Bull Arena, Salzburg Broj gledatelja: 25 100 Sudac: Georgios Daloukas (Grčka) |

| 16. rujna 2010. 19:00             |             |                              |                                                                                      |
| Juventus                          | 3 : 3       | Lech Poznań                  | Stadio Olimpico, Torino Broj gledatelja: 10 837 Sudac: Vladislav Bezborodov (Rusija) |
| Chiellini 45+2' 50' Del Piero 68' | (izvještaj) | Rudņevs 14' (pen.) 30' 90+2' | Stadio Olimpico, Torino Broj gledatelja: 10 837 Sudac: Vladislav Bezborodov (Rusija) |

| 30. rujna 2010. 21:05   |             |                   |                                                                                    |
| Lech Poznań             | 2 : 0       | Red Bull Salzburg | Stadion Miejski, Poznań Broj gledatelja: 43 000 Sudac: Kristinn Jakobsson (Island) |
| Arboleda 47' Peszko 80' | (izvještaj) |                   | Stadion Miejski, Poznań Broj gledatelja: 43 000 Sudac: Kristinn Jakobsson (Island) |

| 30. rujna 2010. 21:05 |             |              | |
| Manchester City       | 1 : 1       | Juventus     | City of Manchester Stadium, Manchester Broj gledatelja: 35 212 Sudac: Eduardo González (Španjolska) |
| A. Johnson 37'        | (izvještaj) | Iaquinta 10' | City of Manchester Stadium, Manchester Broj gledatelja: 35 212 Sudac: Eduardo González (Španjolska) |

| 21. listopada 2010. 21:05 |             |               | |
| Manchester City           | 3 : 1       | Lech Poznań   | City of Manchester Stadium, Manchester Broj gledatelja: 33 383 Sudac: Alexandru Dan Tudor (Rumunjska) |
| Adebayor 13' 25' 73'      | (izvještaj) | Tshibamba 50' | City of Manchester Stadium, Manchester Broj gledatelja: 33 383 Sudac: Alexandru Dan Tudor (Rumunjska) |

| 21. listopada 2010. 21:05 |             |            |                                                                                |
| Red Bull Salzburg         | 1 : 1       | Juventus   | Red Bull Arena, Salzburg Broj gledatelja: 19 200 Sudac: Zsolt Szabó (Mađarska) |
| Švento 36'                | (izvještaj) | Krasić 48' | Red Bull Arena, Salzburg Broj gledatelja: 19 200 Sudac: Zsolt Szabó (Mađarska) |

| 4. studenog 2010. 19:00              |             |                 |                                                                                 |
| Lech Poznań                          | 3 : 1       | Manchester City | Stadion Miejski, Poznań Broj gledatelja: 42 000 Sudac: Pieter Vink (Nizozemska) |
| Injac 30' Arboleda 86' Możdżeń 90+1' | (izvještaj) | Adebayor 51'    | Stadion Miejski, Poznań Broj gledatelja: 42 000 Sudac: Pieter Vink (Nizozemska) |

| 4. studenog 2010. 19:00 |             |                   |                                                                                    |
| Juventus                | 0 : 0       | Red Bull Salzburg | Stadio Olimpico, Torino Broj gledatelja: 12 162 Sudac: Daniel Stalhammar (Švedska) |
|                         | (izvještaj) |                   | Stadio Olimpico, Torino Broj gledatelja: 12 162 Sudac: Daniel Stalhammar (Švedska) |

| 1. prosinca 2010. 21:05          |             |                   |                                                                                             |
| Manchester City                  | 3 : 0       | Red Bull Salzburg | City of Manchester Stadium, Manchester Broj gledatelja: 37 552 Sudac: Libor Kovařik (Češka) |
| Balotelli 18' 65' A. Johnson 78' | (izvještaj) |                   | City of Manchester Stadium, Manchester Broj gledatelja: 37 552 Sudac: Libor Kovařik (Češka) |

| 1. prosinca 2010. 21:05 |             |              |                                                                                       |
| Lech Poznań             | 1 : 1       | Juventus     | Stadion Miejski, Poznań Broj gledatelja: 39 500 Sudac: Fernando Vitienes (Španjolska) |
| Rudņevs 12'             | (izvještaj) | Iaquinta 84' | Stadion Miejski, Poznań Broj gledatelja: 39 500 Sudac: Fernando Vitienes (Španjolska) |

| 16. prosinca 2010. 19:00 |             |             |                                                                                  |
| Red Bull Salzburg        | 0 : 1       | Lech Poznań | Red Bull Arena, Salzburg Broj gledatelja: 5 300 Sudac: Maksim Layushkin (Rusija) |
|                          | (izvještaj) | Štilić 30'  | Red Bull Arena, Salzburg Broj gledatelja: 5 300 Sudac: Maksim Layushkin (Rusija) |

| 16. prosinca 2010. 19:00 |             |                 |                                                                             |
| Juventus                 | 1 : 1       | Manchester City | Stadio Olimpico, Torino Broj gledatelja: 6 992 Sudac: Istvan Vad (Mađarska) |
| Giannetti 43'            | (izvještaj) | Jô 77'          | Stadio Olimpico, Torino Broj gledatelja: 6 992 Sudac: Istvan Vad (Mađarska) |

### Skupina B
| Momčad           | Uta. | Pob. | Izj. | Por. | PoG. | PrG. | GR  | Bod. |
| ---------------- | ---- | ---- | ---- | ---- | ---- | ---- | --- | ---- |
| Bayer Leverkusen | 6    | 3    | 3    | 0    | 8    | 2    | +6  | 12   |
| Aris             | 6    | 3    | 1    | 2    | 7    | 5    | +2  | 10   |
| Atlético Madrid  | 6    | 2    | 2    | 2    | 9    | 7    | +2  | 8    |
| Rosenborg        | 6    | 1    | 0    | 5    | 3    | 13   | −10 | 3    |

| 16. rujna 2010. 19:00 |             |                 |                                                                                               |
| Aris                  | 1 : 0       | Atlético Madrid | Stadion Kleanthis Vikelidis, Solun Broj gledatelja: 22 800 Sudac: Mark Clattenburg (Engleska) |
| Javito 59'            | (izvještaj) |                 | Stadion Kleanthis Vikelidis, Solun Broj gledatelja: 22 800 Sudac: Mark Clattenburg (Engleska) |

| 16. rujna 2010. 19:00          |             |           |                                                                                 |
| Bayer Leverkusen               | 4 : 0       | Rosenborg | BayArena, Leverkusen Broj gledatelja: 13 065 Sudac: Nicolai Vollquartz (Danska) |
| Helmes 4' 58' 61' Reinartz 38' | (izvještaj) |           | BayArena, Leverkusen Broj gledatelja: 13 065 Sudac: Nicolai Vollquartz (Danska) |

| 30. rujna 2010. 21:05   |             |          |                                                                                         |
| Rosenborg               | 2 : 1       | Aris     | Lerkendal Stadion, Trondheim Broj gledatelja: 11 016 Sudac: Eric Braamhaar (Nizozemska) |
| Moldskred 37' Prica 68' | (izvještaj) | Ruiz 43' | Lerkendal Stadion, Trondheim Broj gledatelja: 11 016 Sudac: Eric Braamhaar (Nizozemska) |

| 30. rujna 2010. 21:05 |             |                  |                                                                                             |
| Atlético Madrid       | 1 : 1       | Bayer Leverkusen | Estadio Vicente Calderón, Madrid Broj gledatelja: 15 000 Sudac: Paolo Tagliavento (Italija) |
| Simão 51' (pen.)      | (izvještaj) | Derdiyok 39'     | Estadio Vicente Calderón, Madrid Broj gledatelja: 15 000 Sudac: Paolo Tagliavento (Italija) |

| 21. listopada 2010. 21:05      |             |           |                                                                                              |
| Atlético Madrid                | 3 : 0       | Rosenborg | Estadio Vicente Calderón, Madrid Broj gledatelja: 28 472 Sudac: Cyril Zimmermann (Švicarska) |
| Godín 17' Agüero 66' Costa 78' | (izvještaj) |           | Estadio Vicente Calderón, Madrid Broj gledatelja: 28 472 Sudac: Cyril Zimmermann (Švicarska) |

| 21. listopada 2010. 21:05 |             |                  |                                                                                               |
| Aris                      | 0 : 0       | Bayer Leverkusen | Stadion Kleanthis Vikelidis, Solun Broj gledatelja: 16 372 Sudac: Martin Ingvarsson (Švedska) |
|                           | (izvještaj) |                  | Stadion Kleanthis Vikelidis, Solun Broj gledatelja: 16 372 Sudac: Martin Ingvarsson (Švedska) |

| 4. studenog 2010. 19:00 |             |                     |                                                                                           |
| Rosenborg               | 1 : 2       | Atlético Madrid     | Lerkendal Stadion, Trondheim Broj gledatelja: 14 250 Sudac: Vladislav Bezborodov (Rusija) |
| Henriksen 52'           | (izvještaj) | Agüero 4' Tiago 84' | Lerkendal Stadion, Trondheim Broj gledatelja: 14 250 Sudac: Vladislav Bezborodov (Rusija) |

| 4. studenog 2010. 19:00 |             |      |                                                                             |
| Bayer Leverkusen        | 1 : 0       | Aris | BayArena, Leverkusen Broj gledatelja: 18 265 Sudac: Bruno Paixão (Portugal) |
| Vidal 90'               | (izvještaj) |      | BayArena, Leverkusen Broj gledatelja: 18 265 Sudac: Bruno Paixão (Portugal) |

| 1. prosinca 2010. 21:05 |             |                                  |                                                                                       |
| Atlético Madrid         | 2 : 3       | Aris                             | Estadio Vicente Calderón, Madrid Broj gledatelja: 21 154 Sudac: Ivan Bebek (Hrvatska) |
| Forlán 12' Agüero 16'   | (izvještaj) | Koke 2' 51' (pen.) Lazaridis 81' | Estadio Vicente Calderón, Madrid Broj gledatelja: 21 154 Sudac: Ivan Bebek (Hrvatska) |

| 1. prosinca 2010. 21:05 |             |                  |                                                                                |
| Rosenborg               | 0 : 1       | Bayer Leverkusen | Lerkendal Stadion, Trondheim Broj gledatelja: 11 096 Sudac: Alan Kelly (Irska) |
|                         | (izvještaj) | Sam 35'          | Lerkendal Stadion, Trondheim Broj gledatelja: 11 096 Sudac: Alan Kelly (Irska) |

| 16. prosinca 2010. 19:00 |             |           |                                                                                               |
| Aris                     | 2 : 0       | Rosenborg | Stadion Kleanthis Vikelidis, Solun Broj gledatelja: 22 000 Sudac: Thomas Einwaller (Austrija) |
| Cesarec 45+1' Faty 90+3' | (izvještaj) |           | Stadion Kleanthis Vikelidis, Solun Broj gledatelja: 22 000 Sudac: Thomas Einwaller (Austrija) |

| 16. prosinca 2010. 19:00 |             |                 |                                                                                     |
| Bayer Leverkusen         | 1 : 1       | Atlético Madrid | BayArena, Leverkusen Broj gledatelja: 18 000 Sudac: Alexandru Dan Tudor (Rumunjska) |
| Helmes 69'               | (izvještaj) | Mérida 72'      | BayArena, Leverkusen Broj gledatelja: 18 000 Sudac: Alexandru Dan Tudor (Rumunjska) |

### Skupina C
| Momčad        | Uta. | Pob. | Izj. | Por. | PoG. | PrG. | GR | Bod. |
| ------------- | ---- | ---- | ---- | ---- | ---- | ---- | -- | ---- |
| Sporting CP   | 6    | 4    | 0    | 2    | 14   | 6    | +8 | 12   |
| Lille         | 6    | 2    | 2    | 2    | 8    | 6    | +2 | 8    |
| Gent          | 6    | 2    | 1    | 3    | 8    | 13   | −5 | 7    |
| Levski Sofija | 6    | 2    | 1    | 3    | 6    | 11   | −5 | 7    |

| 16. rujna 2010. 19:00 |             |                          | |
| Lille                 | 1 : 2       | Sporting CP              | Stade Nord Lille Métropole, Villeneuve-d'Ascq Broj gledatelja: 25 000 Sudac: Martin Atkinson (Engleska) |
| Frau 57'              | (izvještaj) | Vukčević 11' Postiga 34' | Stade Nord Lille Métropole, Villeneuve-d'Ascq Broj gledatelja: 25 000 Sudac: Martin Atkinson (Engleska) |

| 16. rujna 2010. 19:00                |             |                        |                                                                                        |
| Levski Sofija                        | 3 : 2       | Gent                   | Stadion Georgi Asparuhov, Sofija Broj gledatelja: 29 000 Sudac: Zsolt Szabó (Mađarska) |
| Joãozinho 42' Dembélé 60' Greene 84' | (izvještaj) | Azofeifa 23' Šuler 48' | Stadion Georgi Asparuhov, Sofija Broj gledatelja: 29 000 Sudac: Zsolt Szabó (Mađarska) |

| 30. rujna 2010. 21:05 |             |          |                                                                                        |
| Gent                  | 1 : 1       | Lille    | Jules Ottenstadion, Gent Broj gledatelja: 8 000 Sudac: Alexandru Dan Tudor (Rumunjska) |
| De Smet 5'            | (izvještaj) | Frau 21' | Jules Ottenstadion, Gent Broj gledatelja: 8 000 Sudac: Alexandru Dan Tudor (Rumunjska) |

| 30. rujna 2010. 21:05                                         |             |               |                                                                                        |
| Sporting CP                                                   | 5 : 0       | Levski Sofija | Estádio José Alvalade, Lisabon Broj gledatelja: 15 081 Sudac: Sascha Kever (Švicarska) |
| Carriço 30' Maniche 43' Salomão 53' Postiga 61' Fernández 79' | (izvještaj) |               | Estádio José Alvalade, Lisabon Broj gledatelja: 15 081 Sudac: Sascha Kever (Švicarska) |

| 21. listopada 2010. 21:05                          |             |          |                                                                                  |
| Sporting CP                                        | 5 : 1       | Gent     | Estádio José Alvalade, Lisabon Broj gledatelja: 15 008 Sudac: Alan Kelly (Irska) |
| Salomão 6' Liédson 13' 27' Maniche 37' Postiga 60' | (izvještaj) | Wils 16' | Estádio José Alvalade, Lisabon Broj gledatelja: 15 008 Sudac: Alan Kelly (Irska) |

| 21. listopada 2010. 21:05 |             |               | |
| Lille                     | 1 : 0       | Levski Sofija | Stade Nord Lille Métropole, Villeneuve-d'Ascq Broj gledatelja: 14 646 Sudac: Kristinn Jakobsson (Island) |
| Chedjou 49'               | (izvještaj) |               | Stade Nord Lille Métropole, Villeneuve-d'Ascq Broj gledatelja: 14 646 Sudac: Kristinn Jakobsson (Island) |

| 4. studenog 2010. 19:00                    |             |             |                                                                                 |
| Gent                                       | 3 : 1       | Sporting CP | Jules Ottenstadion, Gent Broj gledatelja: 8 795 Sudac: Peter Rasmussen (Danska) |
| Smolders 7' (pen.) Conte 79' Arbeitman 82' | (izvještaj) | Saleiro 38' | Jules Ottenstadion, Gent Broj gledatelja: 8 795 Sudac: Peter Rasmussen (Danska) |

| 4. studenog 2010. 19:00 |             |                              |                                                                                        |
| Levski Sofija           | 2 : 2       | Lille                        | Stadion Georgi Asparuhov, Sofija Broj gledatelja: 21 000 Sudac: Milorad Mažić (Srbija) |
| Dembélé 11' Gadzhev 82' | (izvještaj) | de Melo 35' Ivanov 88' (ag.) | Stadion Georgi Asparuhov, Sofija Broj gledatelja: 21 000 Sudac: Milorad Mažić (Srbija) |

| 1. prosinca 2010. 21:05 |             |       |                                                                                        |
| Sporting CP             | 1 : 0       | Lille | Estádio José Alvalade, Lisabon Broj gledatelja: 16 569 Sudac: Bas Nijhuis (Nizozemska) |
| Polga 28'               | (izvještaj) |       | Estádio José Alvalade, Lisabon Broj gledatelja: 16 569 Sudac: Bas Nijhuis (Nizozemska) |

| 1. prosinca 2010. 21:05 |             |               |                                                                                  |
| Gent                    | 1 : 0       | Levski Sofija | Jules Ottenstadion, Gent Broj gledatelja: 8 662 Sudac: Tommy Skjerven (Norveška) |
| Wallace 77'             | (izvještaj) |               | Jules Ottenstadion, Gent Broj gledatelja: 8 662 Sudac: Tommy Skjerven (Norveška) |

| 16. prosinca 2010. 19:00      |             |      | |
| Lille                         | 3 : 0       | Gent | Stade Nord Lille Métropole, Villeneuve-d'Ascq Broj gledatelja: 15 000 Sudac: Carlos Clos Gómez (Španjolska) |
| Obraniak 30' Frau 56' Sow 89' | (izvještaj) |      | Stade Nord Lille Métropole, Villeneuve-d'Ascq Broj gledatelja: 15 000 Sudac: Carlos Clos Gómez (Španjolska) |

| 16. prosinca 2010. 19:00 |             |             |                                                                                             |
| Levski Sofija            | 1 : 0       | Sporting CP | Stadion Georgi Asparuhov, Sofija Broj gledatelja: 1 600 Sudac: Thorsten Kinhöfer (Njemačka) |
| Mladenov 45'             | (izvještaj) |             | Stadion Georgi Asparuhov, Sofija Broj gledatelja: 1 600 Sudac: Thorsten Kinhöfer (Njemačka) |

### Skupina D
| Momčad        | Uta. | Pob. | Izj. | Por. | PoG. | PrG. | GR | Bod. |
| ------------- | ---- | ---- | ---- | ---- | ---- | ---- | -- | ---- |
| Villarreal    | 6    | 4    | 0    | 2    | 8    | 5    | +3 | 12   |
| PAOK          | 6    | 3    | 2    | 1    | 5    | 3    | +2 | 11   |
| Dinamo Zagreb | 6    | 2    | 1    | 3    | 4    | 5    | −1 | 7    |
| Club Brugge   | 6    | 0    | 3    | 3    | 4    | 8    | −4 | 3    |

| 16. rujna 2010. 19:00   |             |            |                                                                                |
| Dinamo Zagreb           | 2 : 0       | Villarreal | Stadion Maksimir, Zagreb Broj gledatelja: 22 000 Sudac: Pavel Kralovec (Češka) |
| Rukavina 18' Sammir 80' | (izvještaj) |            | Stadion Maksimir, Zagreb Broj gledatelja: 22 000 Sudac: Pavel Kralovec (Češka) |

| 16. rujna 2010. 19:00 |             |             |                                                                                         |
| Club Brugge           | 1 : 1       | PAOK        | Jan Breydel Stadion, Brugge Broj gledatelja: 15 155 Sudac: Stefan Johannesson (Švedska) |
| Kouemaha 61'          | (izvještaj) | Malezas 78' | Jan Breydel Stadion, Brugge Broj gledatelja: 15 155 Sudac: Stefan Johannesson (Švedska) |

| 30. rujna 2010. 21:05 |             |               |                                                                                |
| PAOK                  | 1 : 0       | Dinamo Zagreb | Toumba Stadion, Solun Broj gledatelja: 23 000 Sudac: Fredy Fautrel (Francuska) |
| Ivić 56'              | (izvještaj) |               | Toumba Stadion, Solun Broj gledatelja: 23 000 Sudac: Fredy Fautrel (Francuska) |

| 30. rujna 2010. 21:05   |             |             |                                                                                          |
| Villarreal              | 2 : 1       | Club Brugge | Estadio El Madrigal, Villarreal Broj gledatelja: 23 000 Sudac: Maksim Layushkin (Rusija) |
| Rossi 41' Rodríguez 56' | (izvještaj) | Donk 45'    | Estadio El Madrigal, Villarreal Broj gledatelja: 23 000 Sudac: Maksim Layushkin (Rusija) |

| 21. listopada 2010. 21:05 |             |      |                                                                                        |
| Villarreal                | 1 : 0       | PAOK | Estadio El Madrigal, Villarreal Broj gledatelja: 14 760 Sudac: Marcin Borski (Poljska) |
| Ruben 38'                 | (izvještaj) |      | Estadio El Madrigal, Villarreal Broj gledatelja: 14 760 Sudac: Marcin Borski (Poljska) |

| 21. listopada 2010. 21:05 |             |             |                                                                             |
| Dinamo Zagreb             | 0 : 0       | Club Brugge | Stadion Maksimir, Zagreb Broj gledatelja: 17 270 Sudac: Alon Yefet (Izrael) |
|                           | (izvještaj) |             | Stadion Maksimir, Zagreb Broj gledatelja: 17 270 Sudac: Alon Yefet (Izrael) |

| 4. studenog 2010. 19:00 |             |            |                                                                                  |
| PAOK                    | 1 : 0       | Villarreal | Toumba Stadion, Solun Broj gledatelja: 22 000 Sudac: Eric Braamhaar (Nizozemska) |
| Vieirinha 70'           | (izvještaj) |            | Toumba Stadion, Solun Broj gledatelja: 22 000 Sudac: Eric Braamhaar (Nizozemska) |

| 4. studenog 2010. 19:00 |             |                       |                                                                                        |
| Club Brugge             | 0 : 2       | Dinamo Zagreb         | Jan Breydel Stadion, Brugge Broj gledatelja: 17 751 Sudac: Thomas Einwaller (Austrija) |
|                         | (izvještaj) | Sammir 55' Bišćan 59' | Jan Breydel Stadion, Brugge Broj gledatelja: 17 751 Sudac: Thomas Einwaller (Austrija) |

| 2. prosinca 2010. 21:05        |             |               |                                                                                        |
| Villarreal                     | 3 : 0       | Dinamo Zagreb | Estadio El Madrigal, Villarreal Broj gledatelja: 11 911 Sudac: Manuel Gräfe (Njemačka) |
| Rossi 25' (pen.) 80' Ruben 62' | (izvještaj) |               | Estadio El Madrigal, Villarreal Broj gledatelja: 11 911 Sudac: Manuel Gräfe (Njemačka) |

| 2. prosinca 2010. 21:05 |             |              |                                                                                     |
| PAOK                    | 1 : 1       | Club Brugge  | Toumba Stadion, Solun Broj gledatelja: 19 424 Sudac: Mark Courtney (Sjeverna Irska) |
| Vieirinha 25'           | (izvještaj) | Šćepović 89' | Toumba Stadion, Solun Broj gledatelja: 19 424 Sudac: Mark Courtney (Sjeverna Irska) |

| 15. prosinca 2010. 19:00 |             |                |                                                                                     |
| Dinamo Zagreb            | 0 : 1       | PAOK           | Stadion Maksimir, Zagreb Broj gledatelja: 29 226 Sudac: Mark Clattenburg (Engleska) |
|                          | (izvještaj) | Salpigidis 60' | Stadion Maksimir, Zagreb Broj gledatelja: 29 226 Sudac: Mark Clattenburg (Engleska) |

| 15. prosinca 2010. 19:00 |             |                      |                                                                                   |
| Club Brugge              | 1 : 2       | Villarreal           | Jan Breydel Stadion, Brugge Broj gledatelja: 16 265 Sudac: Milorad Mažić (Srbija) |
| Kouemaha 28'             | (izvještaj) | Rossi 30' 34' (pen.) | Jan Breydel Stadion, Brugge Broj gledatelja: 16 265 Sudac: Milorad Mažić (Srbija) |

### Skupina E
| Momčad           | Uta. | Pob. | Izj. | Por. | PoG. | PrG. | GR | Bod. |
| ---------------- | ---- | ---- | ---- | ---- | ---- | ---- | -- | ---- |
| Dinamo Kijev     | 6    | 3    | 2    | 1    | 10   | 6    | +4 | 11   |
| BATE             | 6    | 3    | 1    | 2    | 11   | 11   | 0  | 10   |
| AZ               | 6    | 2    | 1    | 3    | 8    | 10   | −2 | 7    |
| Sheriff Tiraspol | 6    | 1    | 2    | 3    | 5    | 7    | −2 | 5    |

| 16. rujna 2010. 19:00       |             |                  |                                                                           |
| AZ                          | 2 : 1       | Sheriff Tiraspol | AFAS Stadion, Alkmaar Broj gledatelja: 10 624 Sudac: Tony Asumaa (Finska) |
| Guðmundsson 14' Jaliens 83' | (izvještaj) | Moreno 68' (ag.) | AFAS Stadion, Alkmaar Broj gledatelja: 10 624 Sudac: Tony Asumaa (Finska) |

| 16. rujna 2010. 19:00      |             |                           |                                                                                                  |
| Dinamo Kijev               | 2 : 2       | BATE                      | Stadion Valerij Lobanovskij, Kijev Broj gledatelja: 11 000 Sudac: Markus Strömbergsson (Švedska) |
| Milevskij 34' Eremenko 44' | (izvještaj) | Rodionov 3' Njahajčik 54' | Stadion Valerij Lobanovskij, Kijev Broj gledatelja: 11 000 Sudac: Markus Strömbergsson (Švedska) |

| 30. rujna 2010. 21:05                                       |             |                |                                                                                  |
| BATE                                                        | 4 : 1       | AZ             | Stadion Dinamo, Minsk[1] Broj gledatelja: 13 000 Sudac: Leontios Trattou (Cipar) |
| Rodionov 5' Kontsevoj 49' Bressan 77' (pen.) Aljaknovič 83' | (izvještaj) | Sigþórsson 89' | Stadion Dinamo, Minsk[1] Broj gledatelja: 13 000 Sudac: Leontios Trattou (Cipar) |

| 30. rujna 2010. 21:05             |             |              |                                                                            |
| Sheriff Tiraspol                  | 2 : 0       | Dinamo Kijev | Sheriff Stadion, Tiraspol Broj gledatelja: 10 000 Sudac: Jiri Jech (Češka) |
| Erohin 8' Jymmy França 37' (pen.) | (izvještaj) |              | Sheriff Stadion, Tiraspol Broj gledatelja: 10 000 Sudac: Jiri Jech (Češka) |

| 21. listopada 2010. 21:05 |             |              |                                                                                 |
| Sheriff Tiraspol          | 0 : 1       | BATE         | Sheriff Stadion, Tiraspol Broj gledatelja: 7 000 Sudac: Duarte Gomes (Portugal) |
|                           | (izvještaj) | Sosnovski 8' | Sheriff Stadion, Tiraspol Broj gledatelja: 7 000 Sudac: Duarte Gomes (Portugal) |

| 21. listopada 2010. 21:05 |             |                            |                                                                                 |
| AZ                        | 1 : 2       | Dinamo Kijev               | AFAS Stadion, Alkmaar Broj gledatelja: 12 338 Sudac: Douglas McDonald (Škotska) |
| Falkenburg 35'            | (izvještaj) | Milevskij 16' Kačeridi 39' | AFAS Stadion, Alkmaar Broj gledatelja: 12 338 Sudac: Douglas McDonald (Škotska) |

| 4. studenog 2010. 19:00             |             |                  |                                                                                |
| BATE                                | 3 : 1       | Sheriff Tiraspol | Stadion Dinamo, Minsk[1] Broj gledatelja: 16 500 Sudac: Robert Małek (Poljska) |
| Rodionov 15' Pavlov 70' Bressan 75' | (izvještaj) | Erohin 32'       | Stadion Dinamo, Minsk[1] Broj gledatelja: 16 500 Sudac: Robert Małek (Poljska) |

| 4. studenog 2010. 19:00 |             |    |                                                                                             |
| Dinamo Kijev            | 2 : 0       | AZ | Stadion Valerij Lobanovskij, Kijev Broj gledatelja: 17 500 Sudac: Espen Berntsen (Norveška) |
| Milevskij 47' 61'       | (izvještaj) |    | Stadion Valerij Lobanovskij, Kijev Broj gledatelja: 17 500 Sudac: Espen Berntsen (Norveška) |

| 2. prosinca 2010. 21:05 |             |            |                                                                                      |
| Sheriff Tiraspol        | 1:1         | AZ         | Sheriff Stadion, Tiraspol Broj gledatelja: 4 500 Sudac: Cyril Zimmermann (Švicarska) |
| Rouamba 54'             | (izvještaj) | Holman 17' | Sheriff Stadion, Tiraspol Broj gledatelja: 4 500 Sudac: Cyril Zimmermann (Švicarska) |

| 2. prosinca 2010. 21:05 |             |                                                              |                                                                                            |
| BATE                    | 1 : 4       | Dinamo Kijev                                                 | Stadion Dinamo, Minsk[1] Broj gledatelja: 10 620 Sudac: César Muñiz Fernández (Španjolska) |
| Nyakhaychyk 84'         | (izvještaj) | Vukojević 16' Jarmolenko 43' Husjev 50' (pen.) Milevskij 68' | Stadion Dinamo, Minsk[1] Broj gledatelja: 10 620 Sudac: César Muñiz Fernández (Španjolska) |

| 15. prosinca 2010. 19:00    |             |      |                                                                                    |
| AZ                          | 3 : 0       | BATE | AFAS Stadion, Alkmaar Broj gledatelja: 13 852 Sudac: Alexandru Deaconu (Rumunjska) |
| Sigþórsson 7' 84' Maher 86' | (izvještaj) |      | AFAS Stadion, Alkmaar Broj gledatelja: 13 852 Sudac: Alexandru Deaconu (Rumunjska) |

| 15. prosinca 2010. 19:00 |             |                  |                                                                                           |
| Dinamo Kijev             | 0 : 0       | Sheriff Tiraspol | Stadion Valerij Lobanovskij, Kijev Broj gledatelja: 10 800 Sudac: Knut Kircher (Njemačka) |
|                          | (izvještaj) |                  | Stadion Valerij Lobanovskij, Kijev Broj gledatelja: 10 800 Sudac: Knut Kircher (Njemačka) |

### Skupina F
| Momčad         | Uta. | Pob. | Izj. | Por. | PoG. | PrG. | GR  | Bod. |
| -------------- | ---- | ---- | ---- | ---- | ---- | ---- | --- | ---- |
| CSKA Moskva    | 6    | 5    | 1    | 0    | 18   | 3    | +15 | 16   |
| Sparta Prag    | 6    | 2    | 3    | 1    | 12   | 12   | 0   | 9    |
| Palermo        | 6    | 2    | 1    | 3    | 7    | 11   | −4  | 7    |
| Lausanne-Sport | 6    | 0    | 1    | 5    | 5    | 16   | −11 | 1    |

| 16. rujna 2010. 19:00                  |             |                             |                                                                               |
| Sparta Prag                            | 3 : 2       | Palermo                     | Generali Arena, Prag Broj gledatelja: 13 765 Sudac: Anastassios Kakos (Grčka) |
| Wilfried 17' Kladrubský 68' Kadlec 75' | (izvještaj) | Maccarone 38' Hernández 83' | Generali Arena, Prag Broj gledatelja: 13 765 Sudac: Anastassios Kakos (Grčka) |

| 16. rujna 2010. 19:00 |             |                                           |                                                                                                 |
| Lausanne-Sport        | 0 : 3       | CSKA Moskva                               | Stade Olympique de la Pontaise, Lausanne Broj gledatelja: 11 500 Sudac: Simon Lee Evans (Wales) |
|                       | (izvještaj) | Vágner Love 22' 80' (pen.) Ignjaševič 68' | Stade Olympique de la Pontaise, Lausanne Broj gledatelja: 11 500 Sudac: Simon Lee Evans (Wales) |

| 30. rujna 2010. 21:05        |             |             |                                                                             |
| CSKA Moskva                  | 3 : 0       | Sparta Prag | Himki Arena, Himki Broj gledatelja: 15 000 Sudac: Tommy Skjerven (Norveška) |
| Doumbia 72' 86' González 84' | (izvještaj) |             | Himki Arena, Himki Broj gledatelja: 15 000 Sudac: Tommy Skjerven (Norveška) |

| 30. rujna 2010. 21:05 |             |                |                                                                                       |
| Palermo               | 1 : 0       | Lausanne-Sport | Stadio Renzo Barbera, Palermo Broj gledatelja: 10 000 Sudac: Hannes Kaasik (Estonija) |
| Migliaccio 79'        | (izvještaj) |                | Stadio Renzo Barbera, Palermo Broj gledatelja: 10 000 Sudac: Hannes Kaasik (Estonija) |

| 21. listopada 2010. 21:05 |             |                           |                                                                                              |
| Palermo                   | 0 : 3       | CSKA Moskva               | Stadio Renzo Barbera, Palermo Broj gledatelja: 17 548 Sudac: Robert Schörgenhofer (Austrija) |
|                           | (izvještaj) | Doumbia 34' 59' Necid 82' | Stadio Renzo Barbera, Palermo Broj gledatelja: 17 548 Sudac: Robert Schörgenhofer (Austrija) |

| 21. listopada 2010. 21:05 |             |                                   |                                                                          |
| Sparta Prag               | 3 : 3       | Lausanne-Sport                    | Generali Arena, Prag Broj gledatelja: 12 430 Sudac: Tony Asumaa (Finska) |
| Bony 10' 23' Kucka 20'    | (izvještaj) | Meoli 6' Steuble 75' Silvio 90+6' | Generali Arena, Prag Broj gledatelja: 12 430 Sudac: Tony Asumaa (Finska) |

| 4. studenog 2010. 19:00 |             |               |                                                                              |
| CSKA Moskva             | 3 : 1       | Palermo       | Himki Arena, Himki Broj gledatelja: 12 000 Sudac: Manuel De Sousa (Portugal) |
| Honda 47' Necid 50' 54' | (izvještaj) | Maccarone 10' | Himki Arena, Himki Broj gledatelja: 12 000 Sudac: Manuel De Sousa (Portugal) |

| 4. studenog 2010. 19:00 |             |                           | |
| Lausanne-Sport          | 1 : 3       | Sparta Prag               | Stade Olympique de la Pontaise, Lausanne Broj gledatelja: 8 000 Sudac: Aleksei Kulbakov (Bjelorusija) |
| Katz 6'                 | (izvještaj) | Bony 45' 90+6' Kweuke 74' | Stade Olympique de la Pontaise, Lausanne Broj gledatelja: 8 000 Sudac: Aleksei Kulbakov (Bjelorusija) |

| 2. prosinca 2010. 21:05                        |             |                |                                                                            |
| CSKA Moskva                                    | 5 : 1       | Lausanne-Sport | Himki Arena, Himki Broj gledatelja: 4 500 Sudac: Michael Weiner (Njemačka) |
| Necid 18' 82' Oliseh 22' Tošić 40' Dzagoev 71' | (izvještaj) | Carrupt 90+2'  | Himki Arena, Himki Broj gledatelja: 4 500 Sudac: Michael Weiner (Njemačka) |

| 2. prosinca 2010. 21:05       |             |                                 |                                                                                         |
| Palermo                       | 2 : 2       | Sparta Prag                     | Stadio Renzo Barbera, Palermo Broj gledatelja: 8 623 Sudac: Marijo Strahonja (Hrvatska) |
| Rigoni 23' Pinilla 59' (pen.) | (izvještaj) | Kladrubský 51' (pen.) Kucka 62' | Stadio Renzo Barbera, Palermo Broj gledatelja: 8 623 Sudac: Marijo Strahonja (Hrvatska) |

| 15. prosinca 2010. 19:00 |             |             |                                                                                 |
| Sparta Prag              | 1 : 1       | CSKA Moskva | Generali Arena, Prag Broj gledatelja: 12 707 Sudac: Martin Ingvarsson (Švedska) |
| Kadlec 44'               | (izvještaj) | Dzagoev 15' | Generali Arena, Prag Broj gledatelja: 12 707 Sudac: Martin Ingvarsson (Švedska) |

| 15. prosinca 2010. 19:00 |             |           |                                                                                               |
| Lausanne-Sport           | 0 : 1       | Palermo   | Stade Olympique de la Pontaise, Lausanne Broj gledatelja: 7 150 Sudac: Anton Genov (Bugarska) |
|                          | (izvještaj) | Muñoz 84' | Stade Olympique de la Pontaise, Lausanne Broj gledatelja: 7 150 Sudac: Anton Genov (Bugarska) |

### Skupina G
| Momčad              | Uta. | Pob. | Izj. | Por. | PoG. | PrG. | GR  | Bod. |
| ------------------- | ---- | ---- | ---- | ---- | ---- | ---- | --- | ---- |
| Zenit St. Peterburg | 6    | 6    | 0    | 0    | 18   | 6    | +12 | 18   |
| Anderlecht          | 6    | 2    | 1    | 3    | 8    | 8    | 0   | 7    |
| AEK Atena           | 6    | 2    | 1    | 3    | 9    | 13   | −4  | 7    |
| Hajduk Split        | 6    | 1    | 0    | 5    | 5    | 13   | −8  | 3    |

| 16. rujna 2010. 21:05 |             |                     |                                                                                                 |
| Anderlecht            | 1 : 3       | Zenit St. Peterburg | Stadion Constant Vanden Stock, Bruxelles Broj gledatelja: 30 000 Sudac: Manuel Gräfe (Njemačka) |
| Juhász 66'            | (izvještaj) | Keržakov 8' 33' 44' | Stadion Constant Vanden Stock, Bruxelles Broj gledatelja: 30 000 Sudac: Manuel Gräfe (Njemačka) |

| 16. rujna 2010. 21:05                    |             |                    |                                                                                   |
| AEK Atena                                | 3 : 1       | Hajduk Split       | Olimpijski stadion, Atena Broj gledatelja: 20 000 Sudac: Bas Nijhuis (Nizozemska) |
| Djebbour 12' Liberopoulos 65' Scocco 89' | (izvještaj) | Ibričić 29' (pen.) | Olimpijski stadion, Atena Broj gledatelja: 20 000 Sudac: Bas Nijhuis (Nizozemska) |

| 30. rujna 2010. 19:00 |             |            |                                                                               |
| Hajduk Split          | 1 : 0       | Anderlecht | Stadion Poljud, Split Broj gledatelja: 32 000 Sudac: Bülent Yıldırım (Turska) |
| Vukušić 90+5'         | (izvještaj) |            | Stadion Poljud, Split Broj gledatelja: 32 000 Sudac: Bülent Yıldırım (Turska) |

| 30. rujna 2010. 19:00                       |             |                                   |                                                                                           |
| Zenit St. Peterburg                         | 4 : 2       | AEK Atena                         | Stadion Petrovskij, Sankt Peterburg Broj gledatelja: 21 000 Sudac: Milorad Mažić (Srbija) |
| Hubočan 1' Alves 13' Lazović 43' (pen.) 57' | (izvještaj) | Liberopoulos 37' Kafes 84' (pen.) | Stadion Petrovskij, Sankt Peterburg Broj gledatelja: 21 000 Sudac: Milorad Mažić (Srbija) |

| 21. listopada 2010. 19:00 |             |              |                                                                                          |
| Zenit St. Peterburg       | 2 : 0       | Hajduk Split | Stadion Petrovskij, Sankt Peterburg Broj gledatelja: 19 500 Sudac: Libor Kovařik (Češka) |
| Buharov 25' Danny 68'     | (izvještaj) |              | Stadion Petrovskij, Sankt Peterburg Broj gledatelja: 19 500 Sudac: Libor Kovařik (Češka) |

| 21. listopada 2010. 19:00           |             |           |                                                                                                  |
| Anderlecht                          | 3 : 0       | AEK Atena | Stadion Constant Vanden Stock, Bruxelles Broj gledatelja: 14 508 Sudac: Hannes Kaasik (Estonija) |
| Boussoufa 30' Lukaku 71' Juhász 75' | (izvještaj) |           | Stadion Constant Vanden Stock, Bruxelles Broj gledatelja: 14 508 Sudac: Hannes Kaasik (Estonija) |

| 4. studenog 2010. 21:05  |             |                                        |                                                                                              |
| Hajduk Split             | 2 : 3       | Zenit St. Peterburg                    | Stadion Poljud, Split Broj gledatelja: 30 000 Sudac: Eduardo Iturralde González (Španjolska) |
| Ljubičić 68' Vukušić 82' | (izvještaj) | Ionov 32' Huszti 47' (pen.) Rosina 51' | Stadion Poljud, Split Broj gledatelja: 30 000 Sudac: Eduardo Iturralde González (Španjolska) |

| 4. studenog 2010. 21:05 |             |            |                                                                                   |
| AEK Atena               | 1 : 1       | Anderlecht | Olimpijski stadion, Atena Broj gledatelja: 11 113 Sudac: Sascha Kever (Švicarska) |
| Blanco 48' (pen.)       | (izvještaj) | Polák 54'  | Olimpijski stadion, Atena Broj gledatelja: 11 113 Sudac: Sascha Kever (Švicarska) |

| 1. prosinca 2010. 19:00           |             |            |                                                                                           |
| Zenit St. Peterburg               | 3 : 1       | Anderlecht | Stadion Petrovskij, Sankt Peterburg Broj gledatelja: 13 900 Sudac: Marcin Borski (Poland) |
| Ionov 12' Bukharov 65' Huszti 88' | (izvještaj) | Kanu 87'   | Stadion Petrovskij, Sankt Peterburg Broj gledatelja: 13 900 Sudac: Marcin Borski (Poland) |

| 1. prosinca 2010. 19:00 |             |                                          |                                                                           |
| Hajduk Split            | 1 : 3       | AEK Atena                                | Stadion Poljud, Split Broj gledatelja: 13 726 Sudac: Mike Dean (Engleska) |
| Buljat 90'              | (izvještaj) | Scocco 50' (pen.) Manolas 61' Blanco 84' | Stadion Poljud, Split Broj gledatelja: 13 726 Sudac: Mike Dean (Engleska) |

| 16. prosinca 2010. 21:05 |             |              | |
| Anderlecht               | 2 : 0       | Hajduk Split | Stadion Constant Vanden Stock, Bruxelles Broj gledatelja: 18 000 Sudac: Stefan Johannesson (Švedska) |
| De Sutter 12' Suárez 41' | (izvještaj) |              | Stadion Constant Vanden Stock, Bruxelles Broj gledatelja: 18 000 Sudac: Stefan Johannesson (Švedska) |

| 16. prosinca 2010. 21:05            |             |                     |                                                                                  |
| AEK Atena                           | 0 : 3       | Zenit St. Peterburg | Olimpijski stadion, Atena Broj gledatelja: 2 200 Sudac: Said Ennjimi (Francuska) |
| Bukharov 44' Rosina 67' Denisov 88' | (izvještaj) |                     | Olimpijski stadion, Atena Broj gledatelja: 2 200 Sudac: Said Ennjimi (Francuska) |

### Skupina H
| Momčad     | Uta. | Pob. | Izj. | Por. | PoG. | PrG. | GR  | Bod. |
| ---------- | ---- | ---- | ---- | ---- | ---- | ---- | --- | ---- |
| Stuttgart  | 6    | 5    | 0    | 1    | 16   | 6    | +10 | 15   |
| Young Boys | 6    | 3    | 0    | 3    | 10   | 10   | 0   | 9    |
| Getafe     | 6    | 2    | 1    | 3    | 4    | 8    | −4  | 7    |
| Odense     | 6    | 1    | 1    | 4    | 8    | 14   | −6  | 4    |

| 16. rujna 2010. 21:05                    |             |            |                                                                                    |
| Stuttgart                                | 3 : 0       | Young Boys | Mercedes-Benz Arena, Stuttgart Broj gledatelja: 15 500 Sudac: Luca Banti (Italija) |
| Cacau 23' (pen.) Gentner 59' Tasci 90+1' | (izvještaj) |            | Mercedes-Benz Arena, Stuttgart Broj gledatelja: 15 500 Sudac: Luca Banti (Italija) |

| 16. rujna 2010. 21:05        |             |               |                                                                                             |
| Getafe                       | 2 : 1       | Odense        | Coliseum Alfonso Pérez, Getafe Broj gledatelja: 4 000 Sudac: Mark Courtney (Sjeverna Irska) |
| Arizmendi 51' Pedro Ríos 81' | (izvještaj) | Andreasen 44' | Coliseum Alfonso Pérez, Getafe Broj gledatelja: 4 000 Sudac: Mark Courtney (Sjeverna Irska) |

| 30. rujna 2010. 19:00 |             |                           |                                                                                  |
| Odense                | 1 : 2       | Stuttgart                 | TRE-FOR Park, Odense Broj gledatelja: 8 854 Sudac: Alexandru Deaconu (Rumunjska) |
| Johansson 78'         | (izvještaj) | Kuzmanović 72' Harnik 86' | TRE-FOR Park, Odense Broj gledatelja: 8 854 Sudac: Alexandru Deaconu (Rumunjska) |

| 30. rujna 2010. 19:00 |             |        |                                                                             |
| Young Boys            | 2 : 0       | Getafe | Stade de Suisse, Bern Broj gledatelja: 20 000 Sudac: Robert Malek (Poljska) |
| Degen 11' 64'         | (izvještaj) |        | Stade de Suisse, Bern Broj gledatelja: 20 000 Sudac: Robert Malek (Poljska) |

| 21. listopada 2010. 19:00                   |             |                               |                                                                              |
| Young Boys                                  | 4 : 2       | Odense                        | Stade de Suisse, Bern Broj gledatelja: 12 511 Sudac: Kevin Blom (Nizozemska) |
| Bienvenu 25' Sutter 34' Degen 61' Lulić 74' | (izvještaj) | Utaka 48' Sørensen 84' (pen.) | Stade de Suisse, Bern Broj gledatelja: 12 511 Sudac: Kevin Blom (Nizozemska) |

| 21. listopada 2010. 19:00 |             |        |                                                                                         |
| Stuttgart                 | 1 : 0       | Getafe | Mercedes-Benz Arena, Stuttgart Broj gledatelja: 17 400 Sudac: Anastassios Kakos (Grčka) |
| Marica 29'                | (izvještaj) |        | Mercedes-Benz Arena, Stuttgart Broj gledatelja: 17 400 Sudac: Anastassios Kakos (Grčka) |

| 4. studenog 2010. 21:05 |             |            |                                                                                    |
| Odense                  | 2 : 0       | Young Boys | TRE-FOR Park, Odense Broj gledatelja: 5 600 Sudac: Aleksandar Stavrev (Makedonija) |
| Andreasen 12' 60'       | (izvještaj) |            | TRE-FOR Park, Odense Broj gledatelja: 5 600 Sudac: Aleksandar Stavrev (Makedonija) |

| 4. studenog 2010. 21:05           |             |           |                                                                                          |
| Getafe                            | 0 : 3       | Stuttgart | Coliseum Alfonso Pérez, Getafe Broj gledatelja: 4 000 Sudac: Marijo Strahonja (Hrvatska) |
| Marica 26' Gebhart 64' Harnik 76' | (izvještaj) |           | Coliseum Alfonso Pérez, Getafe Broj gledatelja: 4 000 Sudac: Marijo Strahonja (Hrvatska) |

| 1. prosinca 2010. 19:00             |             |                               |                                                                          |
| Young Boys                          | 4 : 2       | Stuttgart                     | Stade de Suisse, Bern Broj gledatelja: 18 627 Sudac: Alon Yefet (Izrael) |
| Degen 34' Sutter 78' Mayuka 81' 82' | (izvještaj) | Pogrebnyak 48' Schipplock 68' | Stade de Suisse, Bern Broj gledatelja: 18 627 Sudac: Alon Yefet (Izrael) |

| 1. prosinca 2010. 19:00 |             |          |                                                                             |
| Odense                  | 1 : 1       | Getafe   | TRE-FOR Park, Odense Broj gledatelja: 5 599 Sudac: Hannes Kaasik (Estonija) |
| Andreasen 90+2'         | (izvještaj) | Ríos 17' | TRE-FOR Park, Odense Broj gledatelja: 5 599 Sudac: Hannes Kaasik (Estonija) |

| 16. prosinca 2010. 21:05                                            |             |           |                                                                                      |
| Stuttgart                                                           | 5 : 1       | Odense    | Mercedes-Benz Arena, Stuttgart Broj gledatelja: 14 000 Sudac: Terje Hauge (Norveška) |
| Gebhart 20' Høegh 47' (ag.) Gentner 65' Pogrebnjak 70' Marica 90+3' | (izvještaj) | Utaka 72' | Mercedes-Benz Arena, Stuttgart Broj gledatelja: 14 000 Sudac: Terje Hauge (Norveška) |

| 16. prosinca 2010. 21:05 |             |            |                                                                                       |
| Getafe                   | 1 : 0       | Young Boys | Coliseum Alfonso Pérez, Getafe Broj gledatelja: 1 500 Sudac: Pieter Vink (Nizozemska) |
| Sardinero 15'            | (izvještaj) |            | Coliseum Alfonso Pérez, Getafe Broj gledatelja: 1 500 Sudac: Pieter Vink (Nizozemska) |

### Skupina I
| Momčad          | Uta. | Pob. | Izj. | Por. | PoG. | PrG. | GR | Bod. |
| --------------- | ---- | ---- | ---- | ---- | ---- | ---- | -- | ---- |
| PSV Eindhoven   | 6    | 4    | 2    | 0    | 10   | 3    | +7 | 14   |
| Metalist Harkiv | 6    | 3    | 2    | 1    | 9    | 4    | +5 | 11   |
| Sampdoria       | 6    | 1    | 2    | 3    | 4    | 7    | −3 | 5    |
| Debrecen        | 6    | 1    | 0    | 5    | 4    | 13   | −9 | 3    |

| 16. rujna 2010. 21:05                             |             |                 | |
| Debrecen                                          | 0 : 5       | Metalist Harkiv | Puskás Ferenc Stadion, Budimpešta[2] Broj gledatelja: 5 000 Sudac: Aleksandar Stavrev (Makedonija) |
| Edmar 24' 74' Xavier 34' Fininho 77' Valjajev 89' | (izvještaj) |                 | Puskás Ferenc Stadion, Budimpešta[2] Broj gledatelja: 5 000 Sudac: Aleksandar Stavrev (Makedonija) |

| 16. rujna 2010. 21:05 |             |                |                                                                                   |
| PSV Eindhoven         | 1 : 1       | Sampdoria      | Philips Stadion, Eindhoven Broj gledatelja: 17 400 Sudac: Knut Kircher (Njemačka) |
| Dzsudzsák 90'         | (izvještaj) | Cacciatore 25' | Philips Stadion, Eindhoven Broj gledatelja: 17 400 Sudac: Knut Kircher (Njemačka) |

| 30. rujna 2010. 19:00 |             |          |                                                                                    |
| Sampdoria             | 1 : 0       | Debrecen | Stadio Luigi Ferraris, Genova Broj gledatelja: 12 159 Sudac: Libor Kovařik (Češka) |
| Pazzini 18' (pen.)    | (izvještaj) |          | Stadio Luigi Ferraris, Genova Broj gledatelja: 12 159 Sudac: Libor Kovařik (Češka) |

| 30. rujna 2010. 19:00 |             |                               |                                                                                  |
| Metalist Harkiv       | 0 : 2       | PSV Eindhoven                 | Stadion Metalist, Harkiv Broj gledatelja: 25 000 Sudac: Tony Chapron (Francuska) |
|                       | (izvještaj) | Dzsudzsák 27' (pen.) Berg 30' | Stadion Metalist, Harkiv Broj gledatelja: 25 000 Sudac: Tony Chapron (Francuska) |

| 21. listopada 2010. 19:00 |             |           |                                                                                  |
| Metalist Harkiv           | 2 : 1       | Sampdoria | Stadion Metalist, Harkiv Broj gledatelja: 34 580 Sudac: Florian Meyer (Njemačka) |
| Taison 38' Xavier 73'     | (izvještaj) | Koman 32' | Stadion Metalist, Harkiv Broj gledatelja: 34 580 Sudac: Florian Meyer (Njemačka) |

| 21. listopada 2010. 19:00 |             |                            |                                                                                                 |
| Debrecen                  | 1 : 2       | PSV Eindhoven              | Puskás Ferenc Stadion, Budimpešta[2] Broj gledatelja: 18 000 Sudac: Nicolai Vollquartz (Danska) |
| Mijadinoski 35'           | (izvještaj) | Engelaar 40' Dzsudzsák 66' | Puskás Ferenc Stadion, Budimpešta[2] Broj gledatelja: 18 000 Sudac: Nicolai Vollquartz (Danska) |

| 4. studenog 2010. 21:05 |             |                 |                                                                                             |
| Sampdoria               | 0 : 0       | Metalist Harkiv | Stadio Luigi Ferraris, Genova Broj gledatelja: 20 000 Sudac: Fernando Vitienes (Španjolska) |
|                         | (izvještaj) |                 | Stadio Luigi Ferraris, Genova Broj gledatelja: 20 000 Sudac: Fernando Vitienes (Španjolska) |

| 4. studenog 2010. 21:05          |             |          |                                                                                          |
| PSV Eindhoven                    | 3 : 0       | Debrecen | Philips Stadion, Eindhoven Broj gledatelja: 17 000 Sudac: Mark Courtney (Sjeverna Irska) |
| Afellay 22' Reis 44' Wuytens 88' | (izvještaj) |          | Philips Stadion, Eindhoven Broj gledatelja: 17 000 Sudac: Mark Courtney (Sjeverna Irska) |

| 1. prosinca 2010. 19:00    |             |                 |                                                                                     |
| Metalist Harkiv            | 2 : 1       | Debrecen        | Stadion Metalist, Harkiv Broj gledatelja: 31 200 Sudac: Daniel Stalhammar (Švedska) |
| Bódi 52' (ag.) Oliynyk 88' | (izvještaj) | Czvitkovics 48' | Stadion Metalist, Harkiv Broj gledatelja: 31 200 Sudac: Daniel Stalhammar (Švedska) |

| 1. prosinca 2010. 19:00 |             |                  |                                                                                             |
| Sampdoria               | 1 : 2       | PSV Eindhoven    | Stadio Luigi Ferraris, Genova Broj gledatelja: 12 131 Sudac: Markus Strömbergsson (Švedska) |
| Pazzini 45+3'           | (izvještaj) | Toivonen 51' 90' | Stadio Luigi Ferraris, Genova Broj gledatelja: 12 131 Sudac: Markus Strömbergsson (Švedska) |

| 16. prosinca 2010. 21:05 |             |           |                                                                                               |
| Debrecen                 | 2 : 0       | Sampdoria | Puskás Ferenc Stadion, Budimpešta[2] Broj gledatelja: 5 500 Sudac: Stanislav Sukhina (Rusija) |
| Kabát 48' 86'            | (izvještaj) |           | Puskás Ferenc Stadion, Budimpešta[2] Broj gledatelja: 5 500 Sudac: Stanislav Sukhina (Rusija) |

| 16. prosinca 2010. 21:05 |             |                 |                                                                                     |
| PSV Eindhoven            | 0 : 0       | Metalist Harkiv | Philips Stadion, Eindhoven Broj gledatelja: 15 000 Sudac: Anastassios Kakos (Grčka) |
|                          | (izvještaj) |                 | Philips Stadion, Eindhoven Broj gledatelja: 15 000 Sudac: Anastassios Kakos (Grčka) |

### Skupina J
| Momčad              | Uta. | Pob. | Izj. | Por. | PoG. | PrG. | GR  | Bod. |
| ------------------- | ---- | ---- | ---- | ---- | ---- | ---- | --- | ---- |
| Paris Saint-Germain | 6    | 3    | 3    | 0    | 9    | 4    | +5  | 12   |
| Sevilla             | 6    | 3    | 1    | 2    | 10   | 7    | +3  | 10   |
| Borussia Dortmund   | 6    | 2    | 3    | 1    | 10   | 7    | +3  | 9    |
| Karpati Lavov       | 6    | 0    | 1    | 5    | 4    | 15   | −11 | 1    |

| 16. rujna 2010. 21:05                   |             |                                              |                                                                                      |
| Karpati Lavov                           | 3 : 4       | Borussia Dortmund                            | Stadion Ukrajina, Lavov Broj gledatelja: 25 000 Sudac: Claudio Circhetta (Švicarska) |
| Holodjuk 44' Kopolovets 52' Kožanov 78' | (izvještaj) | Şahin 12' (pen.) Götze 27' 90+2' Barrios 87' | Stadion Ukrajina, Lavov Broj gledatelja: 25 000 Sudac: Claudio Circhetta (Švicarska) |

| 16. rujna 2010. 21:05 |             |                     | |
| Sevilla               | 0 : 1       | Paris Saint-Germain | Estadio Ramón Sánchez Pizjuán, Sevilla Broj gledatelja: 29 000 Sudac: Robert Schörgenhofer (Austrija) |
|                       | (izvještaj) | Nenê 75'            | Estadio Ramón Sánchez Pizjuán, Sevilla Broj gledatelja: 29 000 Sudac: Robert Schörgenhofer (Austrija) |

| 30. rujna 2010. 19:00 |             |               |                                                                                    |
| Paris Saint-Germain   | 2 : 0       | Karpati Lavov | Parc des Princes, Pariz Broj gledatelja: 10 000 Sudac: Marijo Strahonja (Hrvatska) |
| Jallet 4' Nenê 20'    | (izvještaj) |               | Parc des Princes, Pariz Broj gledatelja: 10 000 Sudac: Marijo Strahonja (Hrvatska) |

| 30. rujna 2010. 19:00 |             |              |                                                                               |
| Borussia Dortmund     | 0 : 1       | Sevilla      | Westfalenstadion, Dortmund Broj gledatelja: 46 000 Sudac: Mike Dean (England) |
|                       | (izvještaj) | Cigarini 45' | Westfalenstadion, Dortmund Broj gledatelja: 46 000 Sudac: Mike Dean (England) |

| 21. listopada 2010. 19:00 |             |                     |                                                                                    |
| Borussia Dortmund         | 1 : 1       | Paris Saint-Germain | Westfalenstadion, Dortmund Broj gledatelja: 50 200 Sudac: Jonas Eriksson (Švedska) |
| Şahin 50' (pen.)          | (izvještaj) | Chantôme 87'        | Westfalenstadion, Dortmund Broj gledatelja: 50 200 Sudac: Jonas Eriksson (Švedska) |

| 21. listopada 2010. 19:00 |             |             |                                                                                 |
| Karpati Lavov             | 0 : 1       | Sevilla     | Stadion Ukrajina, Lavov Broj gledatelja: 27 925 Sudac: Bas Nijhuis (Nizozemska) |
|                           | (izvještaj) | Kanouté 34' | Stadion Ukrajina, Lavov Broj gledatelja: 27 925 Sudac: Bas Nijhuis (Nizozemska) |

| 4. studenog 2010. 21:05 |             |                   |                                                                               |
| Paris Saint-Germain     | 0 : 0       | Borussia Dortmund | Parc des Princes, Pariz Broj gledatelja: 16 000 Sudac: Pavel Kralovec (Češka) |
|                         | (izvještaj) |                   | Parc des Princes, Pariz Broj gledatelja: 16 000 Sudac: Pavel Kralovec (Češka) |

| 4. studenog 2010. 21:05                |             |               |                                                                                                |
| Sevilla                                | 4 : 0       | Karpati Lavov | Estadio Ramón Sánchez Pizjuán, Sevilla Broj gledatelja: 25 000 Sudac: Bülent Yıldırım (Turska) |
| Alfaro 9' 42' Cigarini 31' Negredo 51' | (izvještaj) |               | Estadio Ramón Sánchez Pizjuán, Sevilla Broj gledatelja: 25 000 Sudac: Bülent Yıldırım (Turska) |

| 2. prosinca 2010. 19:00               |             |               |                                                                                       |
| Borussia Dortmund                     | 3 : 0       | Karpati Lavov | Westfalenstadion, Dortmund Broj gledatelja: 40 100 Sudac: Eric Braamhaar (Nizozemska) |
| Kagawa 5' Hummels 49' Lewandowski 89' | (izvještaj) |               | Westfalenstadion, Dortmund Broj gledatelja: 40 100 Sudac: Eric Braamhaar (Nizozemska) |

| 2. prosinca 2010. 19:00            |             |                 |                                                                             |
| Paris Saint-Germain                | 4 : 2       | Sevilla         | Parc des Princes, Pariz Broj gledatelja: 18 783 Sudac: Luca Banti (Italija) |
| Bodmer 17' Hoarau 20' 47' Nenê 45' | (izvještaj) | Kanouté 32' 36' | Parc des Princes, Pariz Broj gledatelja: 18 783 Sudac: Luca Banti (Italija) |

| 15. prosinca 2010. 21:05 |             |                     |                                                                                  |
| Karpati Lavov            | 1 : 1       | Paris Saint-Germain | Stadion Ukrajina, Lavov Broj gledatelja: 14 000 Sudac: Espen Berntsen (Norveška) |
| Fedetskiy 45'            | (izvještaj) | Luyindula 39'       | Stadion Ukrajina, Lavov Broj gledatelja: 14 000 Sudac: Espen Berntsen (Norveška) |

| 15. prosinca 2010. 21:05 |             |                       |                                                                                                |
| Sevilla                  | 2 : 2       | Borussia Dortmund     | Estadio Ramón Sánchez Pizjuán, Sevilla Broj gledatelja: 27 062 Sudac: Aleksei Nikolaev (Rusia) |
| Romaric 31' Kanouté 35'  | (izvještaj) | Kagawa 4' Subotić 49' | Estadio Ramón Sánchez Pizjuán, Sevilla Broj gledatelja: 27 062 Sudac: Aleksei Nikolaev (Rusia) |

### Skupina K
| Momčad          | Uta. | Pob. | Izj. | Por. | PoG. | PrG. | GR | Bod. |
| --------------- | ---- | ---- | ---- | ---- | ---- | ---- | -- | ---- |
| Liverpool       | 6    | 2    | 4    | 0    | 8    | 3    | +5 | 10   |
| Napoli          | 6    | 1    | 4    | 1    | 8    | 9    | −1 | 7    |
| Steaua Bukurešt | 6    | 1    | 3    | 2    | 9    | 11   | −2 | 6    |
| Utrecht         | 6    | 0    | 5    | 1    | 5    | 7    | −2 | 5    |

| 16. rujna 2010. 21:05 |             |         |                                                                               |
| Napoli                | 0 : 0       | Utrecht | Stadio San Paolo, Napulj Broj gledatelja: 35 000 Sudac: Istvan Vad (Mađarska) |
|                       | (izvještaj) |         | Stadio San Paolo, Napulj Broj gledatelja: 35 000 Sudac: Istvan Vad (Mađarska) |

| 16. rujna 2010. 21:05                    |             |                 |                                                                                      |
| Liverpool                                | 4 : 1       | Steaua Bukurešt | Anfield, Liverpool Broj gledatelja: 25 605 Sudac: César Muñiz Fernández (Španjolska) |
| Cole 1' N'Gog 55' (pen.) 90+1' Lucas 81' | (izvještaj) | Tănase 13'      | Anfield, Liverpool Broj gledatelja: 25 605 Sudac: César Muñiz Fernández (Španjolska) |

| 30. rujna 2010. 19:00                     |             |                                    |                                                                                   |
| Steaua Bukurešt                           | 3 : 3       | Napoli                             | Stadionul Steaua, Bukurešt Broj gledatelja: 10 230 Sudac: Marcin Borski (Poljska) |
| Cribari 2' (ag.) Tănase 11' Kapetanos 16' | (izvještaj) | Vitale 44' Hamšík 73' Cavani 90+7' | Stadionul Steaua, Bukurešt Broj gledatelja: 10 230 Sudac: Marcin Borski (Poljska) |

| 30. rujna 2010. 19:00 |             |           |                                                                                     |
| Utrecht               | 0 : 0       | Liverpool | Stadion Galgenwaard, Utrecht Broj gledatelja: 23 662 Sudac: Duarte Gomes (Portugal) |
|                       | (izvještaj) |           | Stadion Galgenwaard, Utrecht Broj gledatelja: 23 662 Sudac: Duarte Gomes (Portugal) |

| 21. listopada 2010. 19:00 |             |                 |                                                                                      |
| Utrecht                   | 1 : 1       | Steaua Bukurešt | Stadion Galgenwaard, Utrecht Broj gledatelja: 24 000 Sudac: Said Ennjimi (Francuska) |
| Duplan 60'                | (izvještaj) | Schut 75' (ag.) | Stadion Galgenwaard, Utrecht Broj gledatelja: 24 000 Sudac: Said Ennjimi (Francuska) |

| 21. listopada 2010. 19:00 |             |           |                                                                                      |
| Napoli                    | 0 : 0       | Liverpool | Stadio San Paolo, Napulj Broj gledatelja: 52 910 Sudac: Thorsten Kinhöfer (Njemačka) |
|                           | (izvještaj) |           | Stadio San Paolo, Napulj Broj gledatelja: 52 910 Sudac: Thorsten Kinhöfer (Njemačka) |

| 4. studenog 2010. 21:05   |             |             |                                                                                     |
| Steaua Bukurešt           | 3 : 1       | Utrecht     | Stadionul Steaua, Bukurešt Broj gledatelja: 16 210 Sudac: Stanislav Suhina (Rusija) |
| Gardoş 29' Stancu 52' 53' | (izvještaj) | Mertens 33' | Stadionul Steaua, Bukurešt Broj gledatelja: 16 210 Sudac: Stanislav Suhina (Rusija) |

| 4. studenog 2010. 21:05    |             |             |                                                                             |
| Liverpool                  | 3 : 1       | Napoli      | Anfield, Liverpool Broj gledatelja: 33 895 Sudac: Fredy Fautrel (Francuska) |
| Gerrard 75' 88' (pen.) 89' | (izvještaj) | Lavezzi 28' | Anfield, Liverpool Broj gledatelja: 33 895 Sudac: Fredy Fautrel (Francuska) |

| 2. prosinca 2010. 19:00                   |             |                          |                                                                                           |
| Utrecht                                   | 3 : 3       | Napoli                   | Stadion Galgenwaard, Utrecht Broj gledatelja: 24 117 Sudac: Eduardo González (Španjolska) |
| van Wolfswinkel 6' 28' (pen.) Demouge 35' | (izvještaj) | Cavani 5' 42' 70' (pen.) | Stadion Galgenwaard, Utrecht Broj gledatelja: 24 117 Sudac: Eduardo González (Španjolska) |

| 2. prosinca 2010. 19:00 |             |               |                                                                                    |
| Steaua Bukurešt         | 1 : 1       | Liverpool     | Stadionul Steaua, Bukurešt Broj gledatelja: 13 639 Sudac: Bülent Yıldırım (Turska) |
| Bonfim 61'              | (izvještaj) | Jovanović 19' | Stadionul Steaua, Bukurešt Broj gledatelja: 13 639 Sudac: Bülent Yıldırım (Turska) |

| 15. prosinca 2010. 21:05 |             |                 |                                                                                |
| Napoli                   | 1 : 0       | Steaua Bukurešt | Stadio San Paolo, Napulj Broj gledatelja: 40 631 Sudac: Pavel Kralovec (Češka) |
| Cavani 90+3'             | (izvještaj) |                 | Stadio San Paolo, Napulj Broj gledatelja: 40 631 Sudac: Pavel Kralovec (Češka) |

| 15. prosinca 2010. 21:05 |             |         |                                                                               |
| Liverpool                | 0 : 0       | Utrecht | Anfield, Liverpool Broj gledatelja: 37 800 Sudac: Kristinn Jakobsson (Island) |
|                          | (izvještaj) |         | Anfield, Liverpool Broj gledatelja: 37 800 Sudac: Kristinn Jakobsson (Island) |

### Skupina L
| Momčad      | Uta. | Pob. | Izj. | Por. | PoG. | PrG. | GR  | Bod. |
| ----------- | ---- | ---- | ---- | ---- | ---- | ---- | --- | ---- |
| Porto       | 6    | 5    | 1    | 0    | 14   | 4    | +10 | 16   |
| Beşiktaş    | 6    | 4    | 1    | 1    | 9    | 6    | +3  | 13   |
| Rapid Wien  | 6    | 1    | 0    | 5    | 5    | 12   | −7  | 3    |
| CSKA Sofija | 6    | 1    | 0    | 5    | 4    | 10   | −6  | 3    |

| 16. rujna 2010. 21:05 |             |             |                                                              |
| Beşiktaş              | 1 : 0       | CSKA Sofija | BJK İnönü Stadı, Istanbul Sudac: Laurent Duhamel (Francuska) |
| Ernst 90'             | (izvještaj) |             | BJK İnönü Stadı, Istanbul Sudac: Laurent Duhamel (Francuska) |

| 16. rujna 2010. 21:05             |             |            |                                                            |
| Porto                             | 3 : 0       | Rapid Wien | Estádio do Dragão, Porto Sudac: Douglas McDonald (Škotska) |
| Rolando 26' Falcao 65' Micael 77' | (izvještaj) |            | Estádio do Dragão, Porto Sudac: Douglas McDonald (Škotska) |

| 30. rujna 2010. 19:00 |             |                      |                                                                                            |
| Rapid Wien            | 1 : 2       | Beşiktaş             | Ernst Happel Stadion, Beč[3] Broj gledatelja: 48 500 Sudac: Aleksei Kulbakov (Bjelorusija) |
| Kavlak 51'            | (izvještaj) | Hološko 55' Bobô 64' | Ernst Happel Stadion, Beč[3] Broj gledatelja: 48 500 Sudac: Aleksei Kulbakov (Bjelorusija) |

| 30. rujna 2010. 19:00 |             |            |                                                                                               |
| CSKA Sofija           | 0 : 1       | Porto      | Nacionalni stadion Vasil Levski, Sofija[4] Broj gledatelja: 18 000 Sudac: Alon Yefet (Izrael) |
|                       | (izvještaj) | Falcao 16' | Nacionalni stadion Vasil Levski, Sofija[4] Broj gledatelja: 18 000 Sudac: Alon Yefet (Izrael) |

| 21. listopada 2010. 19:00 |             |                           |                                                                                                   |
| CSKA Sofija               | 0 : 2       | Rapid Wien                | Nacionalni stadion Vasil Levski, Sofija[4] Broj gledatelja: 7 996 Sudac: Leontios Trattou (Cipar) |
|                           | (izvještaj) | Vennegoor 28' Hofmann 32' | Nacionalni stadion Vasil Levski, Sofija[4] Broj gledatelja: 7 996 Sudac: Leontios Trattou (Cipar) |

| 21. listopada 2010. 19:00 |             |                         |                                                                                         |
| Beşiktaş                  | 1 : 3       | Porto                   | BJK İnönü Stadı, Istanbul Broj gledatelja: 21 722 Sudac: Carlos Clos Gómez (Španjolska) |
| Bobô 90+2'                | (izvještaj) | Falcao 26' Hulk 59' 77' | BJK İnönü Stadı, Istanbul Broj gledatelja: 21 722 Sudac: Carlos Clos Gómez (Španjolska) |

| 4. studenog 2010. 21:05 |             |                           |                                                                                     |
| Rapid Wien              | 1 : 2       | CSKA Sofija               | Ernst Happel Stadion, Beč[3] Broj gledatelja: 50 000 Sudac: Simon Lee Evans (Wales) |
| Salihi 56' (pen.)       | (izvještaj) | Jančev 50' Marquinhos 64' | Ernst Happel Stadion, Beč[3] Broj gledatelja: 50 000 Sudac: Simon Lee Evans (Wales) |

| 4. studenog 2010. 21:05 |             |           |                                                                                     |
| Porto                   | 1 : 1       | Beşiktaş  | Estádio do Dragão, Porto Broj gledatelja: 24 139 Sudac: Paolo Tagliavento (Italija) |
| Falcao 36' (pen.)       | (izvještaj) | Nihat 62' | Estádio do Dragão, Porto Broj gledatelja: 24 139 Sudac: Paolo Tagliavento (Italija) |

| 2. prosinca 2010. 19:00 |             |                           | |
| CSKA Sofija             | 1 : 2       | Beşiktaş                  | Nacionalni stadion Vasil Levski, Sofija[4] Broj gledatelja: 10 000 Sudac: Tom Harald Hagen (Norveška) |
| Sheridan 79'            | (izvještaj) | Zápotočný 59' Hološko 64' | Nacionalni stadion Vasil Levski, Sofija[4] Broj gledatelja: 10 000 Sudac: Tom Harald Hagen (Norveška) |

| 2. prosinca 2010. 19:00 |             |                    |                                                                                             |
| Rapid Wien              | 1 : 3       | Porto              | Ernst Happel Stadion, Beč[3] Broj gledatelja: 53 008 Sudac: Aleksandar Stavrev (Makedonija) |
| Trimmel 39'             | (izvještaj) | Falcao 42' 85' 88' | Ernst Happel Stadion, Beč[3] Broj gledatelja: 53 008 Sudac: Aleksandar Stavrev (Makedonija) |

| 15. prosinca 2010. 21:05 |             |            |                                                                                   |
| Beşiktaş                 | 2 : 0       | Rapid Wien | BJK İnönü Stadı, Istanbul Broj gledatelja: 16 686 Sudac: Peter Rasmussen (Danska) |
| Quaresma 32' Ernst 45'   | (izvještaj) |            | BJK İnönü Stadı, Istanbul Broj gledatelja: 16 686 Sudac: Peter Rasmussen (Danska) |

| 15. prosinca 2010. 21:05                   |             |             |                                                                                       |
| Porto                                      | 3 : 1       | CSKA Sofija | Estádio do Dragão, Porto Broj gledatelja: 22 930 Sudac: Claudio Circhetta (Švicarska) |
| Otamendi 22' Micael 54' J. Rodríguez 90+3' | (izvještaj) | Delev 48'   | Estádio do Dragão, Porto Broj gledatelja: 22 930 Sudac: Claudio Circhetta (Švicarska) |